# Quality Street (cioccolato)

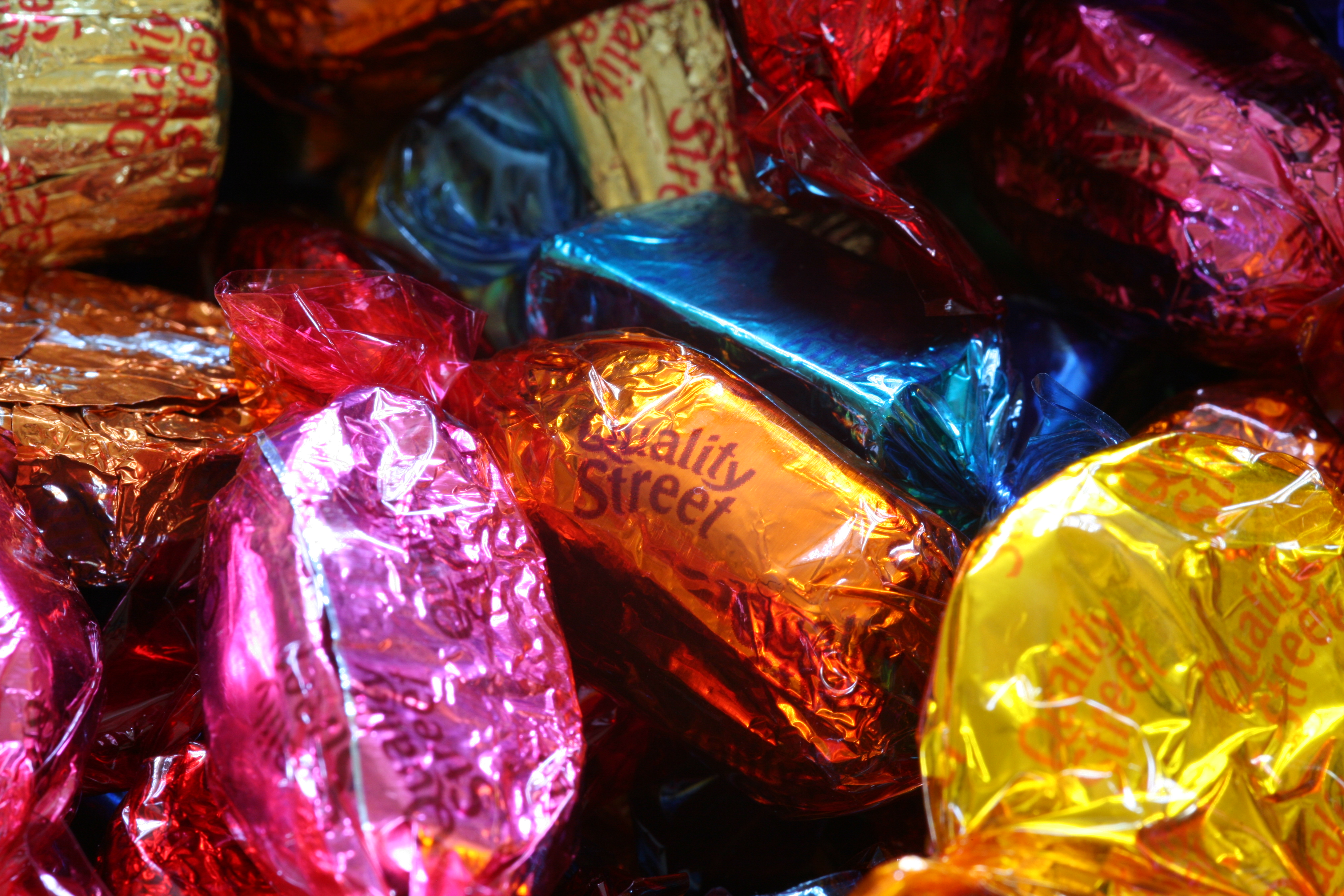
Dolci Quality Street

Quality Street è un marchio di una selezione di dolciumi distribuiti in scatola di metallo originariamente creato nel 1936 dalla compagnia dolciaria inglese John Mackintosh & Sons Ltd., dal 1988 di proprietà di Nestlé.

## Storia
I dolciumi Quality Street vennero introdotti sul mercato nel 1936 dall'industria dolciaria di Halifax John Mackintosh & Sons, dopo che questa aveva nel 1932 rilevato la divisione di produzione di cioccolato della A.J. Caley & Son Ltd. di Norwich con l'intento di avere nuove capacità industriali per espandersi tramite il lancio di nuovi prodotti. I Quality Street furono esportati per la prima volta negli Stati Uniti nel 1950. La denominazione e l'illustrazione del box di metallo del prodotto furono ispirati dall'omonima commedia teatrale del 1902 scritta da James Matthew Barrie, e rappresentano i due personaggi principali di questa: (il Capitano Brown e Miss Phoebe). L'immagine è comparsa fino al 2000 sulle scatole e sui barattoli.
Il marchio è passato sotto il controllo di Nestlé nel 1988 quando la multinazionale elvetica ha rilevato la compagnia dolciaria inglese Rowntree Mackintosh..